# 孙浩然
孙浩然（1910年—1995年），原名孙成己，笔名古巴、孙成，男，江苏无锡人，中国舞台美术家、戏剧教育家，曾任中国戏剧家协会理事。